# Die Stadt (Schubert)
Pour les articles homonymes, voir Die Stadt.
 (décembre 2018).
La ville
Pour un article plus général, voir Schwanengesang.
Die Stadt est le 11e lied du recueil Schwanengesang (D.957) publié à titre posthume à Vienne, aux alentours de Pâques 1829. Il a été composé par Schubert peu avant sa mort, survenue le 19 novembre 1828, sur un texte de Heinrich Heine.

## Contexte
Le Chant du cygne ne constitue pas un cycle de lieder, contrairement à La Belle Meunière  (Die schöne Müllerin, 1823) et au Voyage d'hiver (Winterreise, 1827), mais un ensemble sans lien narratif – le titre indique simplement qu’il s’agit des derniers composés par Schubert. Les lieder de Schwanengesang (7 sur des textes de Rellstab, 6 sur des textes de Heine et 1 sur un texte de Seidl, auraient probablement été publiés séparément si Schubert en avait organisé lui-même la publication. C’est en effet le frère de Franz Schubert, Ferdinand Schubert, qui conclut le 17 décembre 1828, avec l’éditeur viennois Tobias Haslinger, un contrat portant sur ces dernières œuvres du compositeur.
La période de composition des lieder de ce « chant du cygne » s'étale entre le printemps et octobre 1828. En effet, Schubert en a composé sur les textes de Rellstab en mars alors que ceux sur les textes de Heine, dont Die Stadt, auraient été composés quelques mois plus tard, au début de l'automne, même si la datation reste incertaine. 
Trois moments sont documentés pour la période de composition des lieder sur les textes de Heine : janvier, août et octobre 1828. Il n’est pas aisé de déterminer un terminus a quo très précisément car si c’est en janvier 1828 que les premiers textes de l’auteur ont été discutés par le cercle de Schubert, et si la tonalité sombre qui sourd de ces lieder n'est pas sans rappeler celle du Winterreise (1827), l’indication « Août 1828 » figure sur la première page du manuscrit autographe. Le terminus ad quem semble plus certain puisque l’indication « Octobre 1828 » figure sur la dernière page du manuscrit et que Schubert fait pour la première fois allusion à ces lieder dans une lettre du 2 octobre 1828 adressée à son éditeur, Heinrich Albert Probst : « J'ai aussi mis en musique quelques lieder du Heine de Hambourg, qui ont énormément plu ici. », ce qui assure que certains étaient composés à cette date.

## Texte
| Texte original | Traduction littérale | Adaptation par Heinrich Heine (1854) |
| --- | --- | --- |
| Am fernen Horizonte Erscheint, wie ein Nebelbild, Die Stadt mit ihren Thürmen In Abenddämm’rung gehüllt. Ein feuchter Windzug kräuselt Die graue Wasserbahn ; Mit traurigem Takte rudert der Schiffer in meinem Kahn. Die Sonne hebt sich noch einmal Leuchtend vom Boden empor, Und zeight mir jene Stelle, Wo ich das Liebste verlor. | À l’horizon lointain, Apparaît, comme un brouillard, La ville avec ses tours Enveloppée dans le crépuscule. Un vent humide frise La voie d'eau grise ; Avec un triste battement rame Le rameur dans ma barque. Le soleil se lève une fois de plus Resplendissant du sol, Et me montre l'endroit Où j'ai perdu ma bien-aimée. | Au fond de l’horizon, comme ces formes vagues que dessine le brouillard, apparaît la ville avec ses tours, enveloppée dans le crépuscule du soir. Un vent frais et léger ride la grise surface du fleuve; le marin assis dans ma barque agite ses rames d’un mouvement monotone. Le soleil dégage encore une fois ses rayons du sein de l’ombre et me montre la place où jadis j’ai perdu ce que j’aimais le mieux. |

Heinrich Heine (1797-1856) publie pour la première fois ce texte , ainsi que tous ceux que Schubert mettra de lui en musique, dans Reisebilder. Erster Teil  (Tableaux de voyages. Première partie) à Hambourg en 1826. Ces textes sont ensuite publiés une deuxième fois en 1827 dans Das Buch der Lieder (Le Livre des chants), un recueil plus vaste. À cette date, le poète n'est pas encore le théoricien qui, dans L'École romantique (1836), se fera le héraut des jeunes auteurs parce « qu'ils refusent de faire la différence entre la vie et l'écriture, qu'ils ne séparent plus la politique de la science, de l'art et de la religion, et parce qu'ils sont en même temps des artistes, des tribuns et des apôtres ».
Le traitement de la nature opéré par Heine dans Die Stadt est caractéristique de la génération Biedermeier (1815-1870. En effet, la nature est présentée non comme un objet mais comme un sujet – ce qui caractérise l’esthétique romantique dans son ensemble – et l’interaction entre la nature et le narrateur n’est pas source de plaisir. Ici, la nature accentue la solitude du narrateur : le crépuscule du soir distend les liens visuels entre le narrateur et la ville ; le soleil provoque la réminiscence de l’être aimé et de sa perte en éclairant la nappe d’eau, cela dans la première évocation de clarté présente dans le poème avec le mot Leuchtend. Les trois acteurs du récit (la nature, le narrateur et l’humanité) sont présents dès la première strophe, de même le thème de la solitude et celui de la nature comme créatrice de sentiments douloureux. Le narrateur n’est pas solitaire parce qu’il est plongé dans la nature, qui serait alors simplement perçue comme un environnement, un paysage, mais parce que la nature le rend tel. Peut-être également pour une autre raison. Il y a lieu, de fait, de s’interroger sur la présence « floue » du rameur, qui ne peut même pas se refléter dans le miroir des eaux troublé par la nature (Windzug, la brise). L’opposition entre les deux personnages (le rameur et le narrateur) pourrait-elle traduire une différence de classes sociales – l’amour étant réservé à une élite – ou tiendrait-elle à une différence ontologique, le rameur étant vu comme Charon, personnage non humain ? Quoi qu’il en soit, le traitement pessimiste de l’interaction entre les différents sujets, en particulier entre la nature et le narrateur, est une des caractéristiques qui distinguent le style Biedermeier de l’esthétique romantique.

## Analyse de l’œuvre
(décembre 2018).
- Si vous ne connaissez pas le sujet, laissez ce bandeau (vous pouvez alors contacter les auteurs).
- Si vous supprimez le contenu mis en cause (vous pouvez préalablement contacter les auteurs),

argumentez précisément cette suppression dans la page de discussion
(un manque de référence n'est pas un argument ; une recherche réelle de référence doit avoir été effectuée, être formellement documentée).

### Structure et analyse harmonique
La forme du lied Die Stadt est la forme tripartite que l’on appelle parfois « forme lied ». La pièce est composée de trois strophes qui sont chantées sur deux mélodies différentes, disposées ici symétriquement par rapport à la deuxième strophe : la première strophe est chantée sur une mélodie « A », la seconde sur une mélodie « B » et la dernière sur une variation de la mélodie « A ». Les strophes sont séparées par un petit pont musical, la pièce débute avec un prélude et se clôt avec un postlude.
Le prélude de la pièce (mes. 1-6) se scinde en deux parties. La première se compose de quatre mesures (deux fois deux mesures : aabb) et la seconde de deux mesures (identiques aux mesures de la première partie mais jouée dans un autre ordre : ba). La première partie du prélude sert de pont entre la première et la deuxième strophe, la seconde partie sert de pont entre la deuxième strophe et la dernière. Le postlude est pratiquement identique au prélude, si ce n’est la dernière mesure qui est plus calme et la première mesure pendant laquelle le chanteur termine son chant.
L’accompagnement musical utilisé pour les première et dernière strophes tranche singulièrement avec le reste de la musique : il s’agit d’accords plaqués alors que tout le reste consiste en des arpèges ou des répétitions rapides de notes, il s’agit en fait de répétitions de la mesure b du prélude. Le chant joue comme un récitatif sur un ambitus total d’une octave et une quinte. Schubert n’a pas choisi, dans ce lied, de mettre l’accent sur une technique vocale hors-norme comme il l’a parfois fait (cf. Der Erlkönig).
La pièce est majoritairement jouée sur une tonalité de do mineur. Les passages en accords sont joués à la dominante puis à la sous-dominante (ex. : mes. 8-11), avant un retour sur le do par une cadence parfaite (mes. 13-14), à la fin de la première strophe. La troisième strophe est jouée sur un accompagnement très similaire, mais une octave plus haut pour la main droite.
L’analyse du parcours harmonique de la pièce ne semble pas receler d’éléments signifiants ni en eux-mêmes ni lorsqu’ils sont mis en perspective avec le texte. Au niveau des accords, il faut néanmoins noter la présence d’une 7e diminuée construite sur une sensible de dominante. Cette septième revient un grand nombre de fois puisqu’elle est présente dans la mesure b. « Dix-sept fois, au long du lied, l'image se reproduit, identique, insaisissable, obsédante ».

### Commentaire
L’accompagnement musical de la pièce, relativement simple, démontre toute la force expressive de Schubert. A chaque instant, la rythmique, la mélodie et les indications d’interprétation, contrairement au parcours harmonique, peuvent être mises en relation très étroite avec le texte et le magnifient.
Les octaves brisées (mes. a) connotent une certaine mouvance, une fluidité instable amplifiée par les différences de rythmes entre les deux mains (mes. b : 9 notes contre 8) et la présence des accords de septième. Cette instabilité rend compte musicalement du balancement de la barque sur l’eau que bride la brise chargée d’humidité. Cette mesure b est d’ailleurs exclusivement utilisée comme accompagnement de la deuxième strophe.
Le chanteur entonne la mélodie de la première strophe sous l’indication « paisible » (leise, levée sur la mesure 7). En fait de mélodie, le chanteur entonne plutôt un récitatif qui peut se réécrire comme la succession des notes sol – la – do – mi, chacune note principale d’une des propositions constituant le texte de la première strophe. Le texte débute par une évocation de l’horizon lointain et la stratégie rhétorique de Schubert consiste à en rendre compte avec un recto tono (en) à peine varié par un la ornemental sur le premier temps de la mesure 8. De même que le mirage est une image tremblotante, indistincte, la mélodie de la seconde proposition tourne autour du la (mes. 9-10) sur le mot « mirage » (Nebelbild, littéralement « image de brouillard »). Après un saut de tierce (mes. 10) qui, dans le contexte récitatif, permet de mettre en avant une opposition, apparaît la première évocation de l’humanité avec « la ville » (die Stadt). Schubert présente de cette façon une première opposition entre l’homme et la nature. La mélodie culmine enfin avec le « crépuscule » (Abenddämmrung) chanté sur le mi, au moment d’un autre saut de tierce (mes. 12-13), enfermant ainsi l’évocation de l’humanité dans le brouillard et la nuit.
La musique de la deuxième strophe offre un contraste saisissant avec celle des première et dernière strophes. Le piano répète inlassablement la mesure b, empreinte d’instabilité, et le chant présente beaucoup plus de sauts d’intervalles que dans les autres strophes. Or, cette strophe est précisément l’occasion de signifier le pouvoir déstabilisant de la brise humide qui annule la possibilité de tout reflet, empêche le narrateur de voir et l’isolant un peu plus dans un environnement flou. Privé du sens de la vue, le narrateur compose avec le « battement » (Takte) du rameur sur l’eau pour assurer un lien avec l’humanité en opposition – c’est un des thèmes sous-jacent de ce poème – de la nature.
La dernière strophe est encore l’occasion d’un contraste et d’une variation. Les accords joués au piano ont pratiquement la même composition que ceux joués lors de la première strophe mais la main droite joue essentiellement une octave plus haut, dans la partie médiane (4e octave) du clavier. C’est un retour à une certaine stabilité par rapport à la strophe qui précède et c’est également un éclaircissement du timbre par rapport à la première strophe. Or, la dernière strophe débute par le mot « soleil » (Sonne). Cet éclaircissement de timbre va donc de pair avec la description du lever de soleil, l’apparition de ce mot et une mélodie chantée beaucoup plus variée, tant mélodiquement que rythmiquement – remarquons la présence de triolet dans cette partie pourtant binaire, contrairement à ce que l’on trouve dans la mesure b. Pour ce qui concerne l’interprétation, l’indication « puissant » (stark) impose davantage de présence. Le chant contient, dans cette partie deux sauts de quintes  ascendantes – les deux plus grands intervalles ascendants de la partie chantée. Assurément, ils ne sont pas là par hasard. Le premier saut de quinte, suivi juste après d’une descendante d’une octave (mes. 17-18), jusque sur la note la plus grave atteinte par le chanteur, un do, souligne le groupe « du sol » (vom Bolen). Le deuxième saut de quinte nous amène sur la note la plus aigüe atteinte par le ténor lorsqu’il chante « bien-aimée » (Liebste). A cet endroit se trouve la seule indication de double forte de la pièce. La cadence parfaite sur ces mesures 22 et 23 ne fait qu’accentuer la clarté du discours musical, qui souligne elle-même le message textuel, ne laissant aucun doute à l’auditeur sur la douleur du narrateur.
La force expressive et poétique de Schubert réside précisément dans sa capacité de comprendre le texte et de composer, en fonction, un accompagnement épuré et pourtant riche. Tous les choix de composition peuvent en effet se voir trouver une signification qui participe de la densité et de la profondeur du lied. Cela, peu de musicien en sont capables autant que Schubert,.

## Éditions
Le lied fut initialement édité par la maison Haslinger, à Vienne, en 1829. L'édition Breitkopf & Härtel, à Leipzig en 1895, partie prenante d'une édition critique de l’œuvre de Schubert, est publiée entre 1884 et 1897. L’œuvre est encore éditée à Leipzig, chez Peters, sans indication de date (vers 1897 ?) dans un recueil de chants de Schubert. Enfin, en 2012 paraît chez Bärenreiter, une édition Urtext.

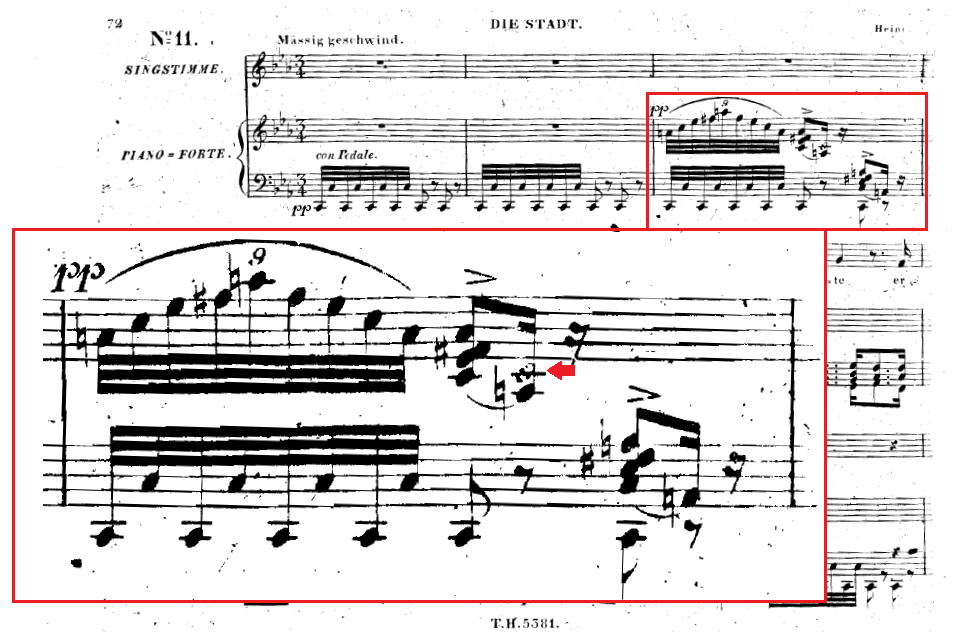
Tirage avec coquille.

Le recueil Schwanengesang a été tiré deux fois par Tobias Haslinger. C’est précisément la partition de Die Stadt qui permet cette affirmation, à condition de pouvoir faire confiance aux copies numériques disponibles sur le net; or tout porte à croire qu’elles soient fiables : l’une provient de la Bibliothèque nationale d’Autriche, par l’intermédiaire du site Schubert-online, l’autre de l’université de Rochester. 

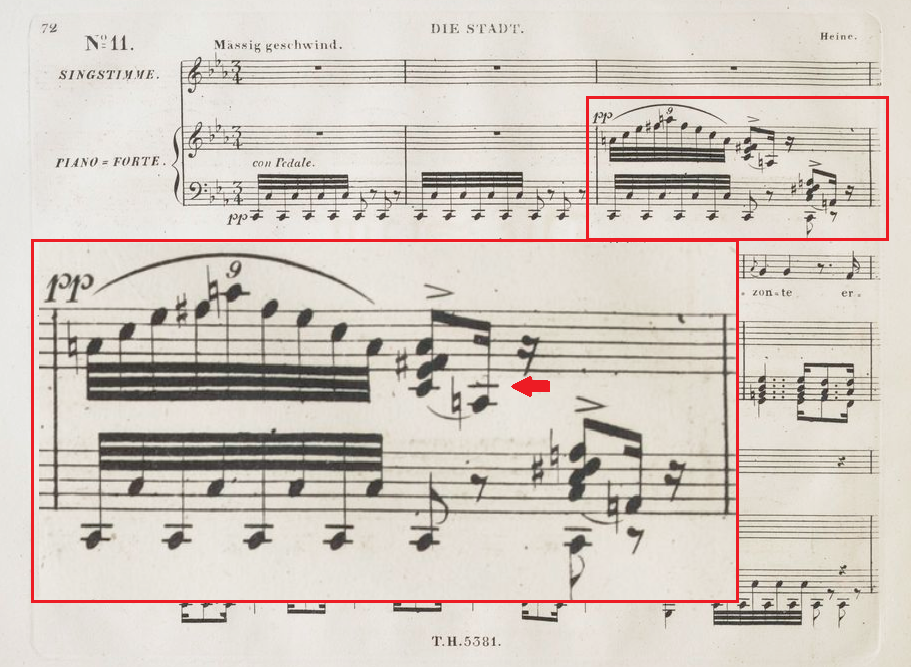
Tirage sans coquille.

Le tirage scanné par l’université de Rochester contient une coquille : une note blanche (un do) est ajoutée à la troisième mesure, sur la deuxième partie du deuxième temps. Cette note n’est présente ni dans le manuscrit autographe, ni dans une autre édition. La note supplémentaire dans l’un des tirages n’est pas l’unique ajout de l’éditeur. De fait, on observe un accent sur le troisième temps de la troisième mesure (mesure b), présent dans chaque édition consultée, y compris les éditions critiques récentes, mais qui ne se trouve pas dans le manuscrit.
L’édition de Bärenreiter propose une variante pour la mesure 8 : la note de passage avant le premier temps (la) pourrait être supprimée et le premier temps, actuellement un sol, pourrait être remplacé par un la ce qui briserait un peu plus le caractère horizontal de la mélodie. C’est le choix qu’a fait, par exemple, Matthias Goerne dans son récent enregistrement.

## Réception
Il faut attendre le 7 octobre 1829 pour que l' Allgemeine musikalische Zeitung recense et commente les cycles Winterreise et Schwanengesang, soit près d'un an après la mort de Schubert. Cependant il convient de tempérer l’affirmation de Brigitte Massin qui soutient, en citant une notice nécrologique de la Revue musicale de janvier 1828, que « [l]e monde musical ne signale qu'en passant la mort de Schubert, sans en être affecté ». Gottfried Wilhelm Fink (en) — l'éditeur en chef de l’Allgemeine musikalische Zeitung entre 1827 et 1842 — ne se contente pas de faire la critique de ces œuvres. Il procède en fait à l'éloge funèbre du compositeur.
Fink, qui n’hésite pas à rappeler à son lectorat que Schubert se montre un compositeur très prolifique et profondément novateur – Schubert est entre-autres connu pour ses brusques modulations harmoniques et rythmiques – se révèle un critique extrêmement positif pour ce qui concerne le recueil Schwanengesang et, plus particulièrement, le lied « Die Stadt ». Selon lui, le Schwanengesang connaîtra un franc succès et il recommande ce chant à « tous les amateurs de musique légère plus profonde, même si tous les chants ne sont pas rafraîchissants ». « Die Stadt », qui « plongera dans le plus intime de l’âme », est évidemment classé parmi ces lieder. Fink va même plus loin et donne sa préférence aux lieder du Schwanengesang sur ceux du Winterreise.

## Discographie
La discographie de ce lied est considérable : Discogs liste 255 enregistrements pour le recueil complet – certaines versions du lied peuvent se trouver sur d’autres enregistrements. Des informations sur des gravures plus anciennes sont disponibles sur les sites de la Bibliothèque nationale de France.
| Date | Chant                    | Piano                | Titre de l'album                               | Éditeur                          | lien                                   |
| ---- | ------------------------ | -------------------- | ---------------------------------------------- | -------------------------------- | -------------------------------------- |
| 1933 | Thérèse Behr-Schnabel    | Karl Ulrich Schnabel |                                                | EMI (His master's voice 1435611) | [vidéo] « Disponible », sur YouTube    |
| 1933 | Heinrich Schlusnus       | Sebastian Peschko    | Heinrich Schlusnus - The rare Swiss Recordings | Decca (LXT2539)                  | [vidéo] « Disponible », sur YouTube    |
| 1952 | Camille Maurane          | Lily Bienvenu        | Mélodies                                       | EMI/Pathé (DT1003)               |                                        |
| 1955 | Dietrich Fischer-Dieskau | Gerald Moore         | Schwanengesang, D. 957                         | EMI/Angel Records (S36127)       | [vidéo] « Disponible », sur YouTube    |
| 1991 | José van Dam             | Valeri Afanassiev    | Schubert Schwanengesang                        | Forlane (UCD 16647)              | [vidéo] « Disponible », sur YouTube    |
| 2012 | Matthias Goerne          | Christoph Eschenbach | Schwanengesang D. 957                          | Harmonia Mundi (HMC 902139.40)   | [vidéo] « Disponible », sur YouTube, . |

### Partitions
- Manuscrit autographe, conservé à la Morgan Library
- Le site de l'IMSLP fournit une copie d'un tirage de chez Hasligner, une copie de l'édition Breitkopf & Härtel et une copie de l'édition Peters. S'y trouve également une copie du manuscrit autographe : Schwanengesang, D.957

### Textes
- Recension des derniers cycles des lieder de Schubert par G.W. Fink dans l'Allgemeine musikalische Zeitung : .
- Annonce de la mort de Schubert dans la Revue musicale, Tome 4, Paris, janvier 1829 (bas de la page 395) :
- Texte du lied, « Le Retour. XVI », dans la Revue des deux mondes, seconde série de la nouvelle période, tome 7, 1854 (p. 361-362) : lire en ligne sur Gallica

### Ouvrages
- Brigitte Massin, Franz Schubert : ouvrage publié avec le concours du Centre national des lettres, Fayard, 1977 (1re éd. 1955), 1294 p. (ISBN 2-213-00374-2, OCLC 4487232).
- (de) Walther Dürr, Franz Schubert. Neue Ausgabe sämtlicher Werke : Lieder, vol. IV, t. 14a, Cassel, Bärenreiter, 1988.
- (en) John Reed, The Schubert song companion, Manchester, Manchester University Press, 1997.
- (en) Maurice Brown, Eric Sams et Robert Winter, « Schubert, Franz  », dans Grove Music Online, Oxford University Press, 2001.
- (en) Stanley Boorman, Eleanor Selfridge-Field et Donald W. Krummel, « Printing and publishing of music », dans Stanley Sadie (ed.), The New Grove Dictionary of Music and Musicians, Oxford, Oxford University Press, 2001 (lire en ligne).
- (en) Jane K. Brown, « In the beginning was poetry », dans James Parsons (ed.), The Cambridge Companion to the Lied, Cambridge, Cambridge University Press, 2004, p. 12-32.
- Annick Benoit-Dusausoy et Guy Fontaine, Lettres européennes : Manuel d’histoire de la littérature européenne, Bruxelles, De Boeck, 2008.
- Hugo Leemans, Les lieder de Schubert : socio-histoire, analyses textuelle et musicologique. Le cas de Die Stadt (travail de maîtrise en Musicologie), Liège, Université de Liège, 2018.

### Enregistrements
- Discogs Schwanengesang
- Muziekweb Schwanengesang D.957 ; Die Stadt
- Forum Opéra Schwanengesang
- Rondo  Schwanengesang
- Franz Schubert (1797-1828) Schwanengesang